# Алојзије Турк
Алојзије Турк (Ново Место, 21. новембар 1909 — Ново Место, 19. април 1995) био је београдски надбискуп и митрополит.

## Биографија
Рођен је 1909. године у Бршлину код Новог Места. Дипломирао је на Богословском факултету у Љубљани. За свештеника је заређен 1934. године, а током студија се заинтересирао за проблеме јединства хришћана. Учествовао је на међународним ћирилометодским конгресима као и на неколико свеславенских конгреса.
Пошто је заређен за свештеника скопски бискуп Гнидовец га је позвао у своју бискупију, где се од 1934. године налазио на различитим местима децезе. У јануару 1935. године поверено му је уредништво часописа Благовест.
Toком Другог светског рата био је војни свештеник. Године 1944. именован је у Скопљу за генералног викара са посебним овлашћењима за део бискупије под бугарском окупацијом. Године 1955. морао се вратити се у Словенију. Од 1959. године био је у Београду, где је помагао жупнику Цркви Криста Краља. Године 1964. постао је главни уредник часописа Благовести. Одржавао је добре односе са Српском православном црквом и суделовао је на свим екуменским симпозијима.
За београдског надбискупа је именован 7. марта 1980. године, а бискупско посвећење је примио 20. априла исте године. Године 1986. папа му је именовао наследника. Повукао се у Словенију и остатак живота провео у Новом Месту, где је и умро 1995. године.